# Высокая Гора (Николаевская область)
Высокая Гора (укр. Висока Гора) — село в Братском районе Николаевской области Украины.
Население по переписи 2001 года составляло 198 человек. Почтовый индекс — 55409. Телефонный код — 5131. Занимает площадь 0,323 км².

## Местный совет
55400, Николаевская обл., Братский р-н, пгт Братское, ул. Мира, 104